# Risto Radunović
Risto Radunović (černohorská cyrilice: Ристо Радуновић, výslovnost [rǐːsto radǔːnoʋitɕ]; * 4. května 1992) je černohorský profesionální fotbalista, který hraje na pozici levého obránce za rumunský klub FCSB a černohorský národní tým.

## Klubová kariéra
Radunović se narodil v černohorském hlavním městě Podgorici a hrál 4 sezóny za FK Budućnost Podgorica v 1. černohorské fotbalové lize, než se v létě 2014 přestěhoval do zahraničí a podepsal smlouvu s FK Borac Čačak, který v létě znovu postoupil do Srbské SuperLigy.

## Reprezentační kariéra
V květnu 2016 byl Radunović povolán do národního týmu Černé Hory na přátelské utkání s Tureckem. Debutoval jako náhradník 14. října 2018 ve venkovním utkání Ligy národů UEFA proti Litvě, kdy jeho tým vyhrál 4:1. Dne 1. září 2021 vstřelil v 97. minutě svůj první mezinárodní gól v zápase proti Turecku v kvalifikaci na Mistrovství světa ve fotbale 2022. Do hry nastoupil v 66. minutě, kdy nahradil na hřišti Žarko Tomaševiće.

## Statistiky

### Klubové
Platí k zápasu hranému 23. února 2025.
| Klub              | Sezóna            | Liga                          | Liga   | Liga | Národní pohár | Národní pohár | Kontinentální | Kontinentální | Ostatní | Ostatní | Celkově | Celkově |
| Klub              | Sezóna            | Soutěž                        | Zápasy | Góly | Zápasy        | Góly          | Zápasy        | Góly          | Zápasy  | Góly    | Zápasy  | Góly    |
| ----------------- | ----------------- | ----------------------------- | ------ | ---- | ------------- | ------------- | ------------- | ------------- | ------- | ------- | ------- | ------- |
| Budućnost         | 2010/11           | 1. černohorská fotbalová liga | 18     | 0    | 1             | 0             | ―             | ―             | ―       | ―       | 19      | 0       |
| Budućnost         | 2011/12           | 1. černohorská fotbalová liga | 32     | 0    | 0             | 0             | 2             | 0             | ―       | ―       | 34      | 0       |
| Budućnost         | 2012/13           | 1. černohorská fotbalová liga | 17     | 0    | 2             | 0             | 2             | 0             | ―       | ―       | 21      | 0       |
| Budućnost         | 2013/14           | 1. černohorská fotbalová liga | 29     | 1    | 0             | 0             | ―             | ―             | ―       | ―       | 29      | 1       |
| Budućnost         | Celkově           | Celkově                       | 96     | 1    | 3             | 0             | 4             | 0             | ―       | ―       | 103     | 1       |
| Borac Čačak       | 2014/15           | Srbská SuperLiga              | 5      | 0    | 1             | 0             | ―             | ―             | ―       | ―       | 6       | 0       |
| Budućnost         | 2015/16           | 1. černohorská fotbalová liga | 31     | 0    | 7             | 2             | ―             | ―             | ―       | ―       | 38      | 2       |
| Budućnost         | 2016/17           | 1. černohorská fotbalová liga | 24     | 4    | 2             | 0             | 3             | 1             | ―       | ―       | 29      | 5       |
| Budućnost         | Celkově           | Celkově                       | 55     | 4    | 9             | 2             | 3             | 1             | ―       | ―       | 67      | 7       |
| Astra Giurgiu     | 2017/18           | Liga I                        | 19     | 0    | 3             | 0             | 0             | 0             | ―       | ―       | 22      | 0       |
| Astra Giurgiu     | 2018/19           | Liga I                        | 27     | 1    | 4             | 0             | ―             | ―             | ―       | ―       | 31      | 1       |
| Astra Giurgiu     | 2019/20           | Liga I                        | 32     | 2    | 1             | 0             | ―             | ―             | ―       | ―       | 33      | 2       |
| Astra Giurgiu     | 2020/21           | Liga I                        | 13     | 2    | 1             | 0             | ―             | ―             | ―       | ―       | 14      | 2       |
| Astra Giurgiu     | Celkově           | Celkově                       | 91     | 5    | 9             | 0             | 0             | 0             | ―       | ―       | 100     | 5       |
| FCSB              | 2020/21           | Liga I                        | 22     | 0    | 0             | 0             | ―             | ―             | 1       | 0       | 23      | 0       |
| FCSB              | 2021/22           | Liga I                        | 30     | 0    | 1             | 0             | 2             | 0             | ―       | ―       | 33      | 0       |
| FCSB              | 2022/23           | Liga I                        | 31     | 1    | 1             | 1             | 9             | 2             | ―       | ―       | 41      | 4       |
| FCSB              | 2023/24           | Liga I                        | 35     | 1    | 0             | 0             | 4             | 0             | ―       | ―       | 39      | 1       |
| FCSB              | 2024/25           | Liga I                        | 21     | 1    | 0             | 0             | 16            | 0             | 1       | 0       | 38      | 1       |
| FCSB              | Celkově           | Celkově                       | 139    | 3    | 2             | 1             | 31            | 2             | 2       | 0       | 174     | 6       |
| Celkově v kariéře | Celkově v kariéře | Celkově v kariéře             | 386    | 13   | 24            | 3             | 38            | 3             | 2       | 0       | 450     | 19      |

### Reprezentační
Platí k zápasu hranému 16. listopadu 2024.
| Národní tým | Rok     | Zápasy | Góly |
| ----------- | ------- | ------ | ---- |
| Černá Hora  | 2018    | 1      | 0    |
| Černá Hora  | 2019    | 4      | 0    |
| Černá Hora  | 2020    | 4      | 0    |
| Černá Hora  | 2021    | 9      | 1    |
| Černá Hora  | 2022    | 9      | 0    |
| Černá Hora  | 2023    | 6      | 0    |
| Černá Hora  | 2024    | 6      | 0    |
| Celkově     | Celkově | 39     | 1    |

#### Reprezentační góly
Skóre a výsledky Černé Hory jsou vždy zapsány jako první. Góly Rista Radunoviće jsou zvýrazněny.
| Gól | Datum        | Místo                            | Soupeř  | Skóre | Výsledek | Soutěž                                           |
| --- | ------------ | -------------------------------- | ------- | ----- | -------- | ------------------------------------------------ |
| 1.  | 1. září 2021 | Vodafone Park, Istanbul, Turecko | Turecko | 2:2   | 2:2      | Kvalifikace na Mistrovství světa ve fotbale 2022 |

## Úspěchy
Budućnost
- 1. černohorská fotbalová liga: 2011/12, 2016/17
- Černohorský pohár: 2012/13

Astra Giurgiu
- Poražený finalista Cupa României: 2018/19

FCSB
- Liga I: 2023/24
- Supercupa României: 2024

Individual
- Zahraniční hráč roku v Rumunsku podle Gazeta Sporturilor: 2024